# Bona fides
Bona fides (бо́на фи́дес — «добрая совесть») — латинский юридический термин, означающий «честные средства», «добрые услуги», «добросовестность», который выражает моральную честность, веру в правдивость (или ложность) суждения или сущности мнения, или относительно прямоты (или порочности) линии поведения. Это понятие важно в юриспруденции, особенно при использовании права справедливости.
Антонимом bona fides является mala fides (лат. — «злая совесть»).

## «Добрые услуги» вмеждународном праве
Один из видов дипломатического разрешения международных споров. Используется, например, в так называемом «мягком праве».

## Bona fides ванглосаксонском праве
В современном английском языке понятие «честные намерения» иногда используют как синоним для чего-то, что характеризует человека с положительной стороны, отчасти, это вариант презумпции невиновности, когда о человеке заведомо думают, как о не желавшем ничего дурного. «Покажите мне ваши честные намерения» может означать «почему я должен доверять вам?».